# Кошицький Клеченов
Кошицький Клеченов, Кошіцки Клеченов (словац. Košický Klečenov) — село в окрузі Кошиці-околиця Кошицького краю Словаччини. Площа села 13,39 км². Станом на 31 грудня 2016 року в селі проживало 275 жителів.

## Історія
Перші згадки про село датуються 1427 роком.

## Населення
| Рік:            | 1994. | 2004.    | 2014.   | 2024.    |
| --------------- | ----- | -------- | ------- | -------- |
| Кількість осіб: | 222   | 267      | 280     | 309      |
| Різниця:        |       | +20,27 % | +4,86 % | +10,35 % |

| Рік:            | 2023. | 2024.   |
| --------------- | ----- | ------- |
| Кількість осіб: | 311   | 309     |
| Різниця:        |       | -0,64 % |